# Guéhébert
Guéhébert – miejscowość i dawna gmina we Francji, w regionie Normandia, w departamencie Manche. W 2013 roku populacja gminy wynosiła 115 mieszkańców. 
Dnia 1 stycznia 2019 roku włączono ówczesne gminy Contrières, Guéhébert, Hérenguerville oraz Trelly do Quettreville-sur-Sienne. Siedzibą gminy została miejscowość Quettreville-sur-Sienne. 